# زموم
زم أو زوم (الجمع: زموم) هي بيوت شعر متلاصقة تقطنها قبائل الرحل المشهورة بـ الراوندية في المصائف (الزوزان أو الكوهستان). والزوم في الكردية  تعني مجموعة من بيوت الرحل وهي على الأغلب من خيام سوداء تسمى بالـ(ره‌ش مال). أول من استعمل هذه الكلمة هو الجغرافي ابن خرداذبه في كتابه حول زموم الأكراد في اقليم فارس (أوائل العصر العباسي) حيث يقول بهذا الصدد: (زموم الأكراد بفارس وهي أربعة زموم وتفسير الزموم محال الأكراد فمنها زم الحسن بن جيلويه يسمى البازنجان من شيراز على أربعة عشر فرسخاً، وزم أردام بن جواناه من شيراز على ستة وعشرين فرسخاً ؛ وزم القاسم بن شهربراز يسمى الكوريان من شيراز على ستة وعشرين فرسخاً، وزم الحسن بن صالح يسمى السوران من شيراز على سبع فراسخ. أما الاصطخري فقد ذكر خمسة زموم للأكراد بإقليم فارس بزيادة زم واحد عما ذكره سلفه ابن خرداذبة، إضافةً إلى تقسيم هذه الزموم إلى وحدات أصغر، وكيفية استيفاء الخراج، ويعتقد الباحث أن سبب زيادة رم واحدة في مصنف الاصطخري ربما يعود إلى الفترة الزمنية الطويلة ما بين تصنيف ابن خرداذبة لمصنفه المسالك والممالك في (250هـ/864م)، وبين كتابة الاصطخري لمؤلفه مسالك الممالك في 340هـ/951م)، وهذه المدة الطويلة أحدثت دون شك تغيرات اجتماعية واقتصادية بل وحتى سياسية في بنية المجتمع القبلي الكردي في إقليم فارس، من حيث زيادة عدد أفراد هذه القبائل، إضافةً إلى حدوث تغيرات جغرافية في مناطق نقل هذه القبائل بين المناطق الباردة (الصرود: سردسير- زوزان أو كويستان) في فصلي الربيع والصيف، والمناطق الحارة (الجروم:گة رميان) في فصلي الخريف والشتاء، تبعاً للمستجدات السياسية والعسكرية في هذا الإقليم المضطرب.

## المصدر
- ابن خرداذبة / المسالك والممالك في (250هـ/864م)
- الاصطخري / مسالك الممالك في 340هـ/951م)

ّ
1. ↑  [(لهجة منطقة برادوست خصوصا وهي منطقة تشتهر بمصائفها وممرها الشهير كيله شين تصبح صيفا مرتعا للآلاف من افراد قبائل الهركي والخيلاني والسورجي والراوندية المحلية)]
2. ↑  اي بيوت الشعر ذات اللون الأسود
3. ↑  [يقول الاصطخري بهذا الصدد: (وأما رمومها فإن لك رم منها مدناً وقرى مجتمعة قد ضمن خراج كل ناحية منها رئيس من الأكراد وألزموا إقامة رجال لبندرقة القوافل وحفظ الطرق ونوائب السلطان إذا عرضت وهي كالممالك)، ثم يشير إلى الزموم (رموم مصحفة من زموم) مع اختلاف في أسمائها وحدودها قائلاً: (فأما رم جيلويه المعروف بالرميجان فإن مكانه في الناحية التي تلي أصبهان وهي تأخذ طرفاً من كورة اصطخر وطرفاً من كورة سابور وطرفاً من كورة أرجان فحد منه ينتهي إلى البيضاء وحد منه ينتهي إلى حدود أصبهان وحد منه ينتهي إلى حدود خوزستان وحد منه ينتهي إلى ناحية سابور وكل ما وقع في هذه المدن والقرى فمن هذا الرم، وسجاحهم في عمل أصبهان البازنجان وهم صنف من البازنجان الذين هم برم شهريار وليس من هؤلاء البازنجان أحد في عمل فارس إلا أن لهم بها قرى وضياعاً كثيرة، وأما رم الديوان المعروف للحسين ابن صالح وهو من كورة سابور فإن حداً منه يلي أردشير خره وثلاثة حدود يحيط بها كورة سابور وكل ما كان من المدن والقرى في أضعافها فهي منها، وأما رم اللوالجان لأحمد بن الليث وهو في كورة أردشير خرة فحد منه يلي البحر ويحيط بثلاثة حدود له كورة أردشيرخره وما وقع في أضعافه من القرى والمدن فهو منه، وأما رم الكاريان فإن حداً منه إلى سيف بني الصفار وحداً منه إلى رم البازنجان وحداً منه إلى حدود كرمان وحداَ منه إلى أردشيرخره وهي كلها في أردشيرخره). ]